# Nettelsee
Nettelsee là một đô thị thuộc huyện Plön, trong bang Schleswig-Holstein, nước Đức. Đô thị Nettelsee có diện tích 6,37 km², dân số thời điểm 31 tháng 12 năm 2006 là 389 người.